# 추천대
추천대(楸川臺)는 대한민국 전북특별자치도 전주시에 있는 조선시대의 정자이다. 1984년 4월 1일 전북특별자치도의 문화재자료 제8호로 지정되었다.

## 개요
이 정자는 조선 성종 때 병조참판․대사헌이라는 높은 벼슬을 지낸 이경동(李瓊仝)이 고향에 돌아와 앞의 추천(楸川)에 낚시를 드리우고 만년을 보내던 곳이다. 이경동은 세조 8년(1462)에 과거에 급제하여 벼슬길에 나선 인물이다. 대한제국 광무 3년(1899)년에 후손 이정호(李正鎬)가 이경동의 발자취가 서린 이곳을 기념하기 위해, 정자를 세우고 추천대라 이름지었다.

## 현지 안내문
이 정자는 조선 성종 때 병조참판, 대사헌이라는 높은 벼슬을 지낸 이경동이 고향에 돌아와 앞의 추천에 낚시를 드리우고 만년을 보내던 곳이다.
이경동은 세조 8년(1462년)에 과거에 급제하여 벼슬길에 나선 인물이다. 대한제국 광무 3년(1899년)에 후손 이정호가 이경동의 발자취가 서린 이곳을 기념하기 위해, 정자를 세우고 추천대라 이름지었다.

## 참고 자료
- 위키미디어 공용에 추천대 관련 미디어 분류가 있습니다.
- 추천대 - 국가유산청 국가유산포털